# Gościniak
Gościniak (forma żeńska: Gościniak, Gościniakowa, Gościniakówna; liczba mnoga: Gościniakowie) – polskie nazwisko. W latach 90 XX wieku nosiło je 2400 Polskich obywateli. 

## Znani Gościniakowie
- Stanisław Gościniak (ur. 1944) – siatkarz, trener, mistrz świata
- Andrzej Gościniak – polski samorządowiec